# Emil Hansson (handbollsspelare född 1997)
Lars Emil Anton Hansson, född 7 maj 1997 i Ystad, är en svensk handbollsspelare. Han är högerhänt och spelar i anfall som vänsternia/mittnia.

## Klubbkarriär
Hanssons handbollsintresse väcktes när han var fem år gammal då hans morfar tog med honom och brodern Oscar till en boll & lek-träning med Ystads IF. Efter det har han alltid haft ett stort intresse för handboll. Han debuterade i Elitserien, nuvarande Handbollsligan, säsongen 2014/2015 mot HK Drott Halmstad endast som sjuttonåring där han gjorde två mål.
Den 17 november 2017 meddelade Ystad IF att efter 15 års spel för klubben (varav fyra år i högsta ligan) så skulle Emil Hansson lämna klubben för att fortsätta sin karriär i IFK Kristianstad. Den 1 juli 2018 anslöt han till klubben. Den 12 september 2018 gjorde han sin debut i klubben och i en match mot hans tidigare klubb Ystads IF. Han gjorde ett mål den matchen. Tre dagar senare den 15 september, gjorde Hansson sin debut i EHF Champions League mot HK Mjasjkoŭ Brest och bidrog med ett mål. Emil Hansson fick begränsad speltid i IFK och ville lämna klubben. Den 4 november 2019 blev det klart att Hansson skrivit på för IFK Ystad med omedelbar verkan.
2021 flyttade han till Danmark och Mors-Thy Håndbold på ett två-årigt kontrakt. Han valde att avsluta kontraktet efter en säsong, och skrev istället på för det tyska 2. Handball-Bundesligalaget VfL Potsdam.